# Irina Wostrikowa
Irina Anatoljewna Wostrikowa ros. Ирина Анатольевна Вострикова (ur. 30 sierpnia 1970 w Niżniekamsku) – rosyjska lekkoatletka, wieloboistka, dwukrotna medalistka halowych mistrzostw Europy.

## Kariera sportowa
Zajęła 6. miejsce w siedmioboju na uniwersjadzie w 1995 w Fukuoce. Zdobyła brązowy medal w pięcioboju, przegrywając jedynie ze swą koleżanką z Reprezentacji Rosji Jeleną Lebiedienko i Polką Urszulą Włodarczyk na halowych mistrzostwach Europy w 1996 w Sztokholmie. Zwyciężyła w siedmioboju indywidualnie i w drużynie w pucharze Europy w wielobojach w 1997 w Oulu. Zdobyła srebrny medal w siedmioboju na uniwersjadzie w 1997 w Katanii. Zajęła 8. miejsce w tej konkurencji na mistrzostwach świata w 1997 w Atenach.
Zajęła 1. miejsce w drużynie i 3. miejsce indywidualnie w siedmioboju w pucharze Europy w wielobojach w 1999 w Pradze. Na mistrzostwach świata w 1999 w Sewilli zajęła 13. miejsce w tej konkurencji.
Zdobyła srebrny medal w pięcioboju na  halowych mistrzostwach Europy w 2000 w Gandawie, za Niemką Karin Ertl, a przed Urszulą Włodarczyk.
Wostrikowa była mistrzynią Rosji w siedmioboju w 1997.

## Rekordy życiowe
Rekordy życiowe Wostrikowej:
- siedmiobój – 6390 pkt (22 maja 1997, Krasnodar)
- pięciobój (hala) – 4615 pkt (16 lutego 2000, Gandawa)